# Potok, Straža
Potok je naselje v Občini Straža. Naselje leži na desnem bregu Krke ob cesti Novo mesto - Straža. V naselju je lesen most preko Krke. Skozi naselje teče potok Potok, ki se izlije v Krko.